# Koraalmuseum Ascione

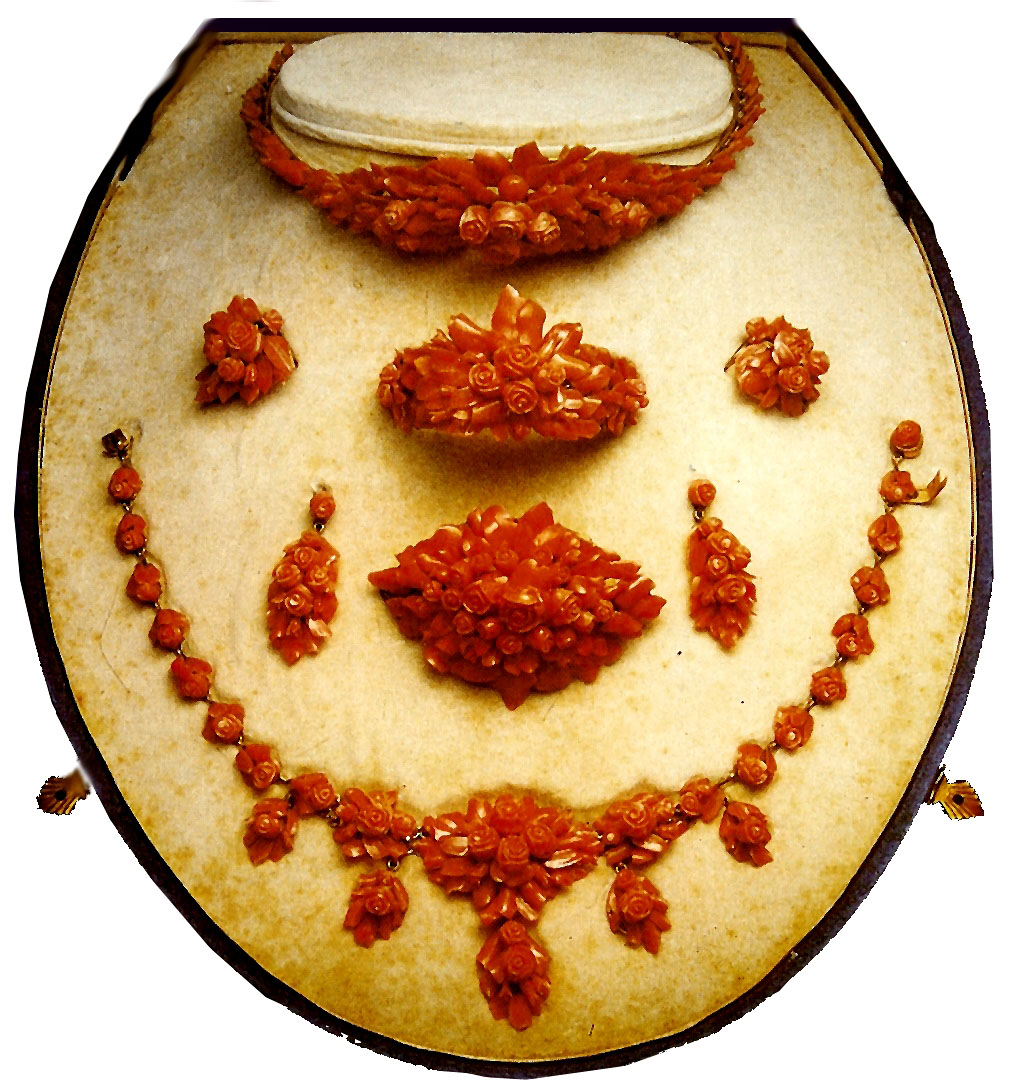
Parure van koralen (1934) voor koningin Farida

Het Koraalmuseum Ascione (jaren 1920) bevindt zich in Napels, hoofdplaats van de Zuid-Italiaanse regio Campania. Het is een klein privé-museum. Het Koraalmuseum Ascione bevindt zich in de winkelgalerij Galleria Umberto I, in de wijk San Ferdinando. Vanuit het museum kijkt de bezoeker direct op de marmeren beelden aan de gevels van het Teatro San Carlo gelegen aan de overzijde van de straat.

## Naam
De firma Ascione is eigenaar van het museum en de ernaast gelegen juwelenwinkel. Markies Giovanni Ascione (1834-1908) richtte in 1855 de firma Ascione op in Torre del Greco, een dorp buiten het stadscentrum van Napels.

## Historiek
In Torre del Greco bestond al meerdere eeuwen een ambachtelijke bewerking van koralen en schelpen. De koralen werden bovengebracht door duikers in de baai van Napels. In de 19e eeuw richtten verschillende notabelen een bedrijf op waarin grootschalige ateliers verrezen voor verwerking van koraal tot juweel of tot camee. Sinds de 20e eeuw wordt ook koraal aangevoerd vanuit het Verre Oosten.
Giovanni Ascione bezat in Torre del Greco een van de grotere juwelenateliers, destijds opgericht in het Koninkrijk der Beide Siciliën. Hij werd hofleverancier van het Koninklijk Huis van het eengemaakte Italië. Het museum startte na Ascione’s overlijden met juwelen uit zijn privécollectie. Nadien voegde de firma Ascione andere koralen uit hun productie toe, zodat het koraalmuseum het uithangbord is geworden. 
Het museum telt twee zalen op de tweede verdieping van de Galleria Umberto I. Een behandelt de biologische context van koraalgroei en de tweede zaal toont juwelen van de firma. Het pronkstuk is een parure van rood-bruine koralen die vervaardigd werd voor koningin Farida van Egypte.